# Fátima bint Musa
Fātimah bint Mūsā' al-Kādhim, (en árabe: فاطمة بنت الإمام موسى الكاظم‎), más conocida como Fátima al-Masuma, es la hija de Musa ibn Ya'far, (el séptimo Imam de los chiitas) y su madre es Najme Jatun. Ella es conocida como Hazrat Ma’suma entre los chiitas, muy respetada. Y su tumba está en la ciudad de Qom, en Irán.

## Nacimiento y familia
Su nacimiento no es distintivo exactamente, pero según el libro Mostadrak Safinah Al-Bihar, Masuma nació el 1 de Du l-qa'da, al año 173 Hégira,  (22 de marzo de 790 D.C) en la Medina.
Sheij al-Mufid, al nombrar a las hijas del Imam Kazim , menciona dos hijas llamadas Fátima: “Fátima Kubra” (mayor) y “Fátima Suqra” (menor). Además de ellas, otros historiadores como Ibn Yuwzi registran otras dos hijas de Kazim, conocidas como Fátima.
Ella es hija de Musa ibn Ya'far (el séptimo Imam de los de chiitas) y su madre es Najme Jatun. Su hermano es Ali ibn Musa, Al-Riza (el octavo Imam de los chiitas).

## Apodos
De los apodos de Fátima es: 
- Masuma (Inmaculada). Este título viene de una narración transmitida del Riza  que dice: " Quien visita a Masuma en Qom, es como si me ha visitado".
- Tahira (pura)
- Hamida (alabada),
- Birra (justa),
- Rashida (madura),
- Taqiya (piadosa),
- Naqiya (pura),
- Radiya (contenta),
- Mardiyah (aquella de quien Dios está complacido),
- Sayyeda (Señora),
- Siddiqa (honesta),
- Ujt al-Rida (hermana de Rida).[4][5]

## Características
Según las fuentes de chiita, entre los hijos de Musa ibn Ya'far, después de Ali Ibn Musa al-Riza, ningún de los hijos de Kazim en la ciencia y virtud no eran como Fátima Masuma.

### Conocimiento
Se ha narrado sobre su conocimiento de Masuma, un día, los chiita de Medina para preguntar sus preguntas de Musa ibn Ya'far vinieron a Medina, pero Musa ibn Ya'far había ido a fuera de Medina, por eso los chiitas preguntaron de Fátima Masuma, y ella los contestó sus preguntas en un papel. Cuando los chiitas querían volver a Medina, le encontraron con Musa ibn Ya'far y le preguntaron si las respuestas de tu hija, Masuma son correctos o no. Y cuando él vio las respuestas respondió: "sí". Y  tres veces dijo: "Que su padre sea su sacrificio".

### Celibato
Fátima Masuma, nunca se casó, según algunas fuentes de chiita, por la que Masuma permaneció soltera es que durante el gobierno de Harun al-Rashid y Ma'mun (que eran dos califas de la dinastía abasida), los chiitas, y en especial Kazim, estaban bajo muchas presiones de parte del gobierno. Por consiguiente, sus relaciones sociales eran muy limitadas y nadie se atrevía a acercarse a ellos ni a establecer relaciones con ellos.

## Viaje a Irán
Luego de viaje de Ali ibn Musa Al-Riza a Irán por la invitación de Mamun en año 200 Hégira, Fátima Masuma, fue a Irán en año 201 Hégira. Se narra que Masuma, después de que recibió una carta de su hermano se preparó para este largo viaje.   Ma'suma se dirigió a Irán acompañada por una caravana de sus parientes. Pero después de llegar a Saweh, fue enferma. En Saweh preguntó cuántos distancia hay hasta Qom. La contestaron; ya es cerca. Los pidió que la lleven a Qom, porque la ciudad de Qom era el centro de chiita.

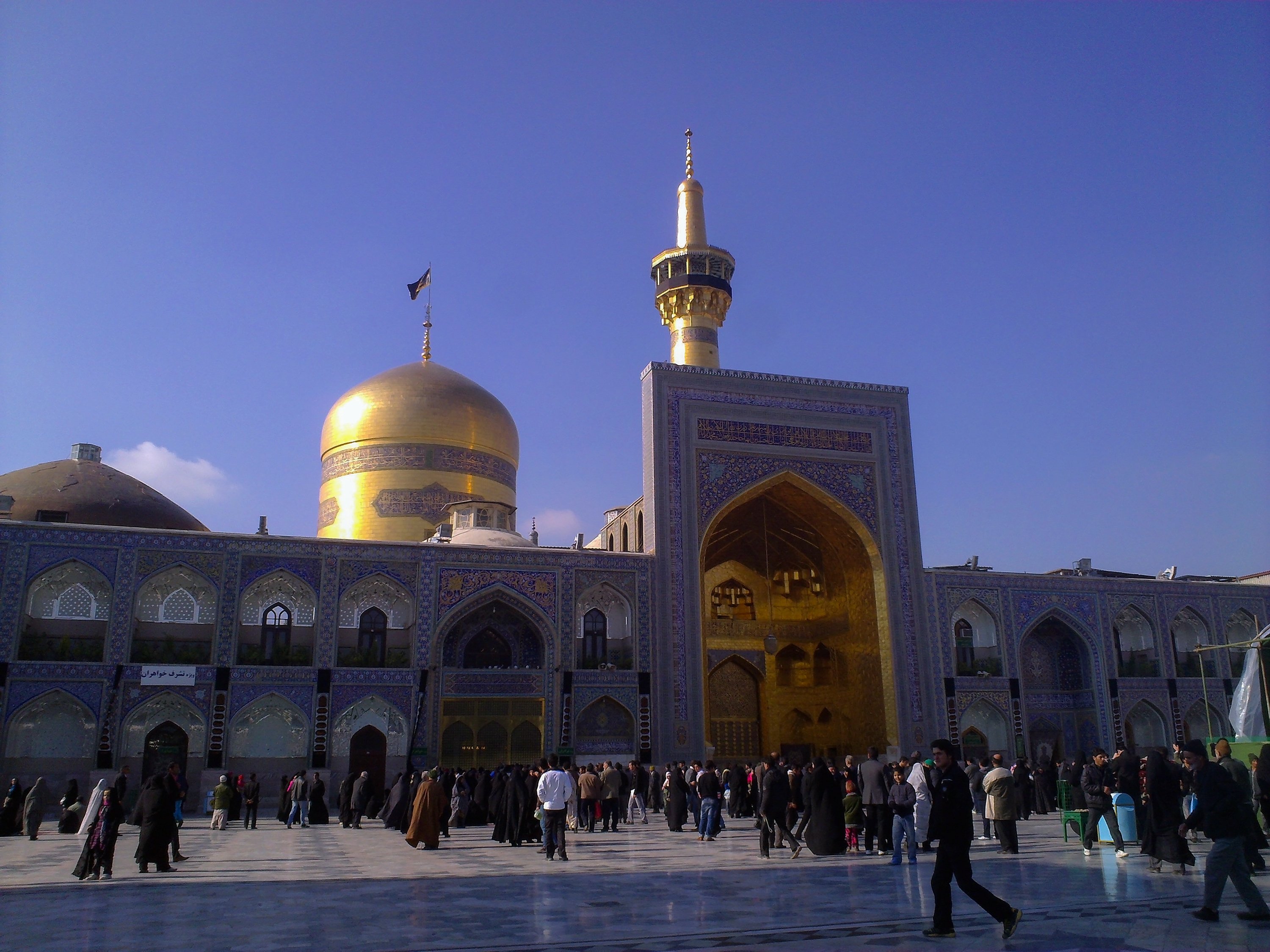

Los hijos de Saad Ashari, que fueron de los chiitas y los compañeros de Ali Ibn Musa Al-Riza, la llevaron a Qom. Y Fátima Masuma entró en Qom en un bienvenido por la gente, y fue a la casa de Musa Ibn Jazraj Ibn Saad Ashari.

## Muerte

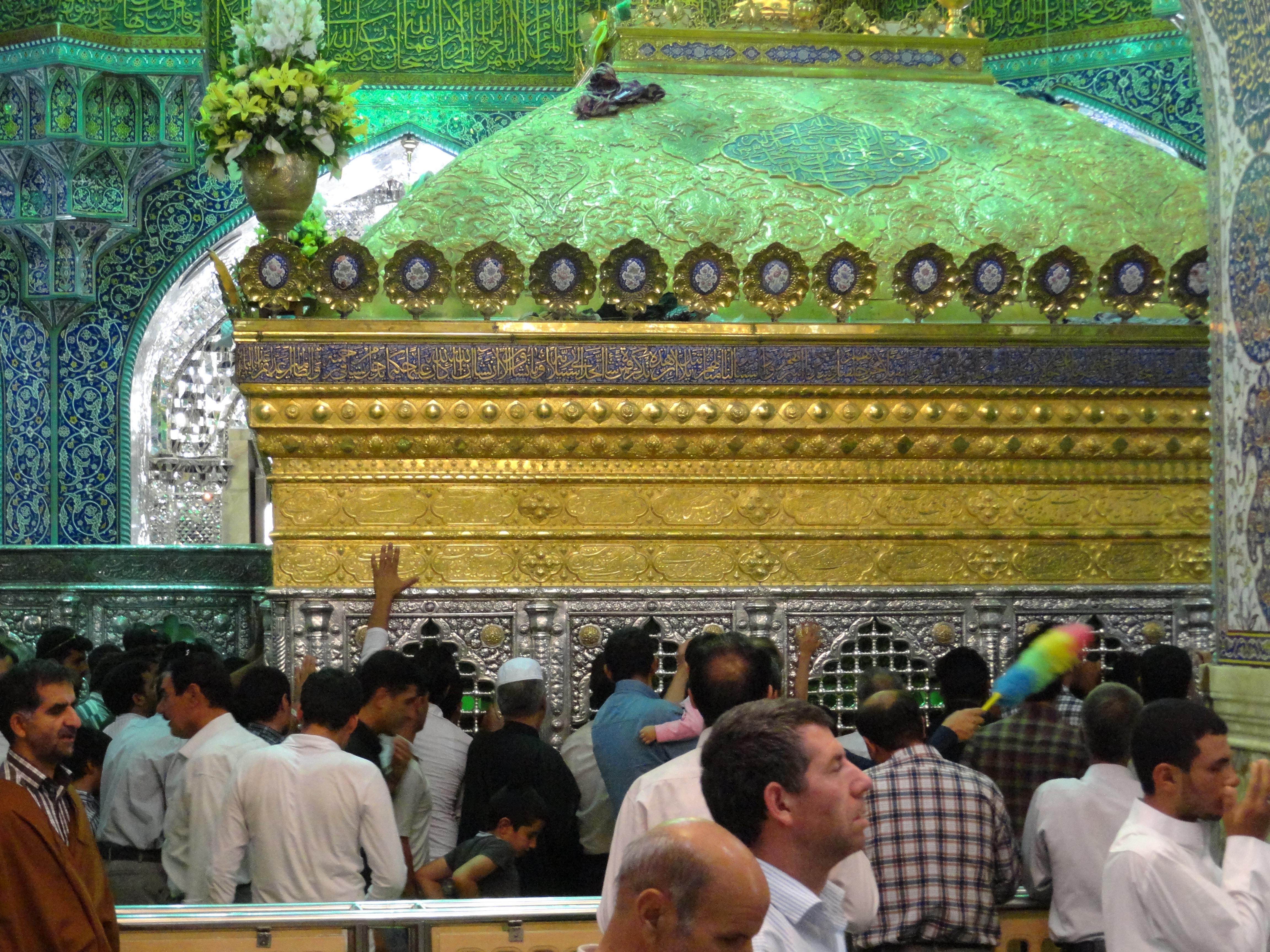
Tumba de Fátima Masuma en Qom, Irán.

Fátima Masuma, después de 17 días en edad de 28 años murió 10 o 12 de Rabi' al-Thani  al 201 Hégira (7 o 9 de noviembre, 816 D.C), y se enterró en el jardín Babolan, donde ahora es su santuario en la ciudad de Qom, y mucha gente la peregrina. Y es famoso al Santuario de Hazrat Masuma.

## Masuma desde el punto de vista de los Imames

### Según Sadiq (El sexto Imam de los chiitas)
Se ha narrado de Ya`far as-Sadiq: Dios tiene un lugar para peregrinación y eso es en Meca (Kaaba), el profeta tiene santuario y es en Medina, y Ali Ibn Abi Talib tiene santuario y es en Kufa, y Qom es como Kufa. Y las tres puertas de las ocho de puertas de paraíso, se abren en Qom. Una chica de mis hijas morirá en Qom y se llama Fátima, la hija de Musa, y por su intercesión, los chiitas entraran en paraíso.
También se ha narrado: seguramente mi santuario y el santuario de mis hijos es en Qom. 

### Según Riza (El octavo Imam de los chiitas)
Ali ibn Musa Al-Riza dijo: alguien no puede peregrinarme, pues peregrina mi hija en Qom, es como quien me peregrina.